# Ново Село (Вукосавље)
Ново Село је насељено мјесто у општини Вукосавље, Република Српска, БиХ. Према попису становништва из 1991. године у насељу је живјело 2.669 становника. На попису становништва 2013. године, према подацима Агенције за статистику Босне и Херцеговине, ово мјесто је без становника.

## Историја
Насеље Ново Село се до рата у Босни и Херцеговини (1992–1995) у цјелини налазило у саставу општине Оџак. Бивши назив Новог Села је Балеговац.

## Становништво
| Националност       | 2013. | 1991.          | 1981.          | 1971.          | 1961. | 1953. | 1948. |
| Хрвати             | –     | 2.626 (98,39%) | 2.315 (96,70%) | 2.163 (99,27%) | –     | –     | –     |
| Југословени        | –     | 24 (0,899%)    | 29 (1,211%)    | –              | –     | –     | –     |
| Срби               | –     | 14 (0,525%)    | 32 (1,337%)    | 5 (0,187%)     | –     | –     | –     |
| Муслимани          | –     | –              | 3 (0,125%)     | 4 (0,184%)     | –     | –     | –     |
| Црногорци          | –     | –              | 2 (0,084%)     | –              | –     | –     | –     |
| Словенци           | –     | –              | 1 (0,042%)     | –              | –     | –     | –     |
| остали и непознато | –     | 14 (0,525%)    | 32 (1,337%)    | 5 (0,229%)     | –     | –     | –     |
| Укупно             | 0     | 2.669          | 2.395          | 2.179          | –     | –     | –     |

| Демографија | Демографија | Демографија |
| Година      | Становника  | Становника  |
| ----------- | ----------- | ----------- |
| 1948.       | 1.468       |             |
| 1953.       | 1.549       |             |
| 1961.       | 1.699       |             |
| 1971.       | 2.179       |             |
| 1981.       | 2.395       |             |
| 1991.       | 2.669       |             |